# 德米特里二世 (塞琉古帝國)
德米特里二世（勝利者）（希臘語： ; ？—前125年），是塞琉古帝國國王，尼卡托（Nicator）是他的稱號，意為「勝利者」。他是德米特里一世和勞迪絲五世的兒子，並有一個弟弟是安條克七世。德米特里二世兩次登上王位，第一次統治從前145年9月到前138年7/8月，因戰敗被安息王國俘虜於希爾卡尼亞數年而中斷，王位改由弟弟安條克七世繼承。從安息帝國逃出後他又一度當上國王，第二次從前129年直到前125年逝世為止。

## 爭奪王位
當他幼年時父王德米特里一世與一位王位冒充者亞歷山大·巴拉斯爆發內戰，因此他與小弟安條克被送往小亞細亞去避難。前150年父王在戰場上戰死，亞歷山大·巴拉斯獲得內戰勝利，德米特里的母后和大哥都被亞歷山大殺了，小德米特里兄弟倆因不在國內而幸運地保有一命。小德米特里之後雖然尚未成年，在遺臣及外國勢力的幫助下，開始在愛琴海周圍募集傭兵，隨後落腳於希臘克里特島，準備反攻回國內的事業。差不多在前147年，德米特里他趁著亞歷山大·巴拉斯忙於奇里乞亞平亂之際，在克里特的傭兵指揮官拉斯特涅斯幫助下返回敘利亞，宣布要奪回他父親的王位。當他自立為王加冕時，年僅約十四歲，當時還主要由他人掌握實權。同時托勒密埃及國王托勒密六世趁著塞琉古帝國內戰，在前145年以幫助亞歷山大·巴拉斯的名義侵占了腓尼基沿岸，但後來托勒密奪取故土柯里敘利亞後，跳到對面陣營，轉向支持德米特里二世。為了鞏固與德米特里的關係，還讓女兒克麗奧佩脫拉·特婭與亞歷山大離婚，改嫁給他。
德米特里不是個受人愛戴的君主，臣民們也不尊敬他，畢竟他是靠著埃及和克里特雇傭兵將軍拉斯特涅斯（Lasthenes）的幫助下才得到權位。因此當托勒密六世擊敗亞歷山大，入主了安條克城之時，安條克的市民希望托勒密六世能夠登上「亞細亞之王」王位，且此時托勒密幾乎占領敘利亞全境，但托勒密六世知道羅馬元老院不會允許東方兩個希臘化大國合併，在使用「亞細亞之王」頭銜幾日後，決定放棄並堅持讓德米特里登上王位。托勒密六世說服安條克城城民擁戴德米特里，並以德米特里二世的「監護人和良師」的名義來控制這位年輕的國王，打算讓德米特里成為埃及的傀儡。
亞歷山大·巴拉斯帶著大軍從奇里乞亞返回敘利亞，與托勒密六世和德米特里二世的聯軍於奧諾帕魯斯河戰役展開決戰。此戰托勒密埃及聯軍大勝，亞歷山大兵敗逃亡納巴泰的阿拉伯部落，但納巴泰人為了討好埃及國王而砍下他的頭。另一方面，托勒密六世也在戰場上受了重傷，五日後就傷重不治去世。隨著德米特里二世的對手和自己幕後操控者托勒密六世的去世，趁著埃及大軍群龍無首之際，德米特里二世在埃及軍歸途中發動襲擊，派遣自己的軍隊收回帝國的失土，他們一路追擊托勒密的軍隊直至埃及本土邊界為止。儘管這場內戰已經結束，但德米特里的統治仍不是很穩固。

## 第一次統治

### 鎮壓安條克城

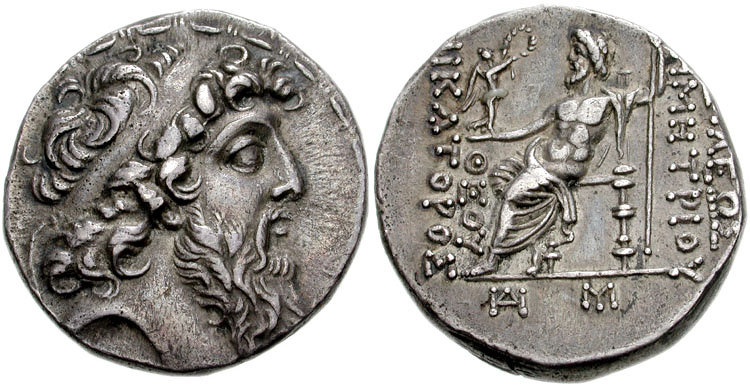
德米特里二世的錢幣。反面是宙斯，手上棲著尼刻，並以希臘文寫著ΒΑΣΙΛΕΩΣ ΔΗΜΗΤΡΙΟΥ ΘΕΟΥ ΝΙΚΑΤΟΡΟΣ，即「國王德米特里·神·勝利者的」。上頭還希臘字母ΔΠΡ代表塞琉古紀年184年，即是公元前129年–前128年。

然而，新的危機很快到來。一當德米特里驅逐埃及軍隊，他隨即把他的大軍多數士兵給解散掉，似乎是他的財政陷入困難，錢幣也出現成色不足的現象，無力給大量士兵發放薪資。原本德米特里並不受塞琉古帝國軍心和民心擁戴，當德米特里進行大裁兵同時，他卻保留外籍傭兵存在，尤其是一開始扶持他登基的克里特傭兵，這讓原本屬於世兵的安條克城希臘裔公民大為不滿。而德米特里也對這些臣民不信任，他厭惡這些曾經反對過他父王和自己的人們，並對他們嚴厲懲處。他突然派遣克里特傭兵發難，迫使對他不滿的安條克城全城公民交出武器與裝備，並大肆屠殺他們與其妻女，這最終導致安條克城全城暴動。暴動中，安條克城民兵把德米特里包圍在宮殿內，僅剩外籍傭兵還效忠德米特里，在猶太傭兵縱火幫助下德米特里的軍隊得以反攻，最終鎮壓了暴動，但造成首都安條克城一大部分城區都被戰火無情損毀。之後德米特里大舉抄家和抓捕關聯者，這使許多安條克城公民流亡，更使帝國民心更加敵視德米特里二世。

### 狄奧多特造反自立
為了鞏固他自己的王位，德米特里致力剷除先前與亞歷山大·巴拉斯有密切關聯的臣子，其中一位官員狄奧多特曾是亞歷山大·巴拉斯的將軍，他在國內享有聲望。狄奧多特深知帝國軍民都厭惡德米特里，開始反對國王。他逃亡到阿拉伯王公處，擁立年僅三歲的亞歷山大·巴拉斯之子安條克六世為王，起兵造反。內戰再度爆發，許多德米特里二世士兵叛變至狄奧多特陣營，德米特里二世在戰場上被擊敗，並失去軍事重鎮阿帕米亞控制，甚至首都安條克城也易手。錢幣上證據顯示，阿帕米亞於前144年上半失守，而安條克城則是在前144年後半或前143年上半失守。
德米特里二世無力奪回帝國首都，只得在塞琉西亞·佩里亞建立大本營。狄奧多特以小國王安條克六世的名義，控制了安條克、阿帕米亞、敘利亞的拉里薩、柏羅斯河畔哈爾基斯等地的敘利亞內陸地區，德米特里只能退至沿海以塞琉西亞·佩里亞為基地並保留敘利亞沿岸、腓尼基和奇里乞亞地區，以及帝國東部如美索不達米亞地區。
安條克六世在前142年或前141年去世，狄奧多特在軍隊的擁護下成為國王巴西琉斯，並改名為「特里豐」，但他的政權不受到羅馬承認，國家繼續分裂。以塞琉西亞·佩里亞為大本營的德米特里二世，與安條克城為大本營的狄奧多特·特里豐僵持著，雙方戰爭持續進行。起初，狄奧多特·特里豐拉攏猶太地區領袖約拿單·亞腓斯至自己陣營，但雙方關係後來破裂，最終狄奧多特·特里豐設計擒服了約拿單，並處死了他。德米特里透過巧妙的外交，和給予猶太地區的獨立自治，確保約拿單·亞腓斯的弟弟西門·太西是自方緊密同盟，這也是後來的猶太哈斯蒙尼王國的完全獨立之始。

### 與安息戰敗被俘

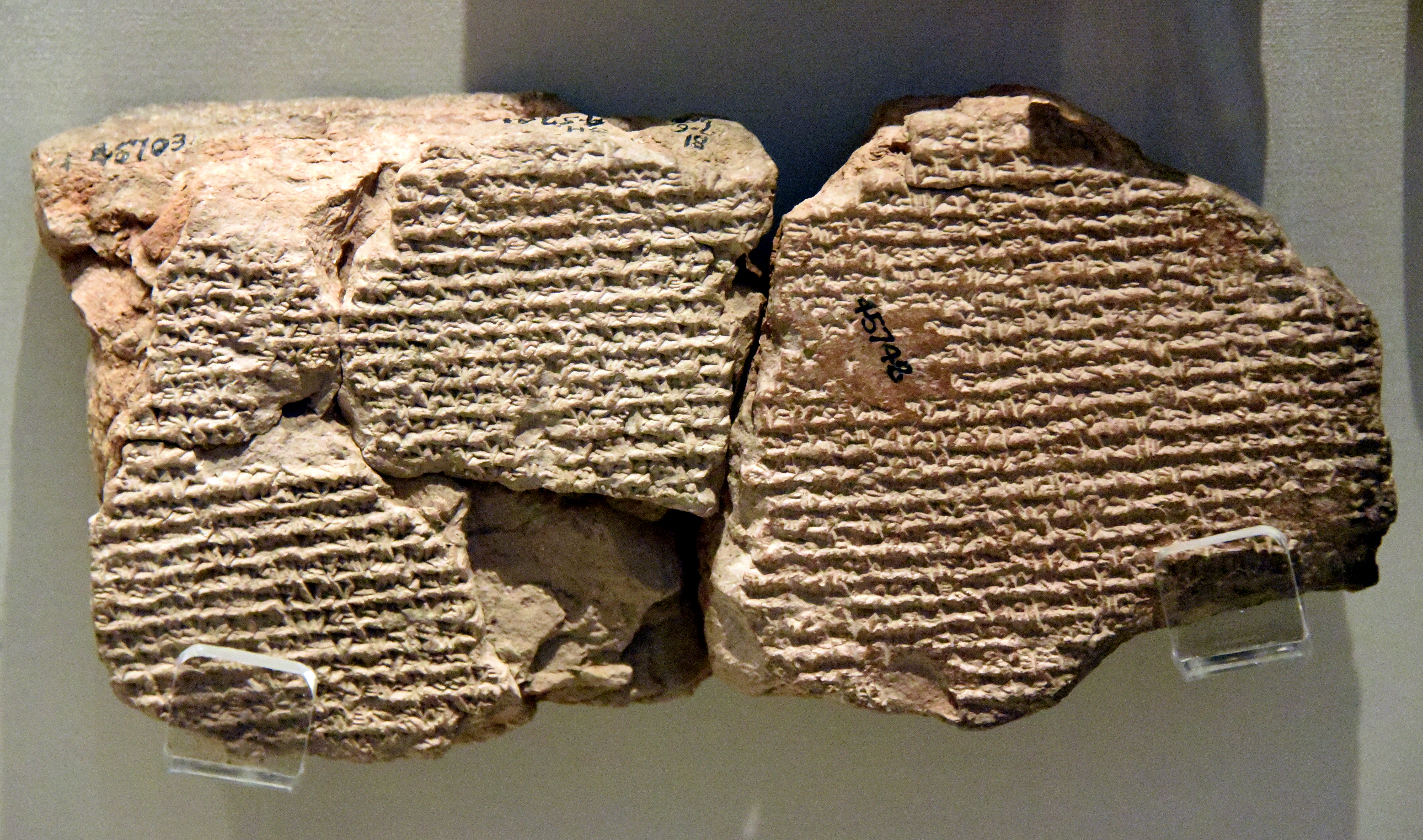
安息帝國征服巴比倫尼亞，前138年米特里達梯一世擊敗塞琉古帝國德米特里二世。泥板發現於伊拉克巴比倫，今收藏於大英博物館。

而安息帝國米特里達梯一世趁著德米特里二世和安條克六世爆發塞琉古帝國內戰這個機會，在前144年攻佔了蘇薩並降伏了埃利邁斯，隨後更在前141年中葉奪取了美索不達米亞地區，帝國東部全面淪陷。安息軍隊一連串攻城掠地的消息傳來，儘管狄奧多特·特里豐尚未被消滅，德米特里二世還是決定率大軍轉頭前去對付。這場反攻最晚發生在前140年，帝國東部原先地區如波西斯弗拉塔拉卡、埃利邁斯、巴比倫等地領袖都願應起兵響應德米特里的反攻，甚至遠處希臘化巴克特里亞王國也願意派兵配合策動，來對付日漸坐大的安息帝國。
德米特里他在初期獲得一些戰果，然而安息米特里達梯一世於前138年7月或8月時聚集大軍於巴比倫尼亞地區，擊破了德米特里軍隊，德米特里兵敗被俘。德米特里的失敗導致塞琉古失去了巴比倫尼亞全境，安息帝國再度確認的新征服地的歸屬權。兵敗消息傳回敘利亞，狄奧多特·特里豐瞬間便失去競爭者，成為敘利亞地區唯一的國王，儘管德米特里二世的殘餘勢力仍在王后克麗奧佩脫拉·特婭之號召下繼續抵抗。很快，德米特里二世的王弟安條克七世宣告他即位為新的塞琉古國王，並與王后克麗奧佩脫拉·特婭結婚，來對抗特里豐。隨著不得人心的德米特里二世遠去，新上台的安條克七世很快就重新凝聚起塞琉古帝國臣民的人心。

## 軟禁時期
安息國王米特里達梯一世留下德米特里的小命，讓他娶一位安息公主羅多古娜（Rhodogune），德米特里和她生有許多小孩。雖然被軟禁在安息王國之中，德米特里仍一心想逃回塞琉古帝國，他曾經兩次從軟禁的里海沿岸希爾卡尼亞逃脫出去，第一次他的夥友卡爾利曼德（Kallimander）隱姓埋名穿過巴比倫尼亞來到帕提亞，盡全力幫助他逃脫，但兩人最後仍被逮住。新任安息國王弗拉特斯二世並沒有逞罰卡爾利曼德，還因他對德米特里的忠心而賜給他獎賞。第二次德米特里逃脫被抓回來時，弗拉特斯二世不滿德米特里一直出逃，送給他一個金製的骰子，來羞辱德米特里像小孩般很愛往外跑，可能需要一個玩具。然而，因為出於政治上的需要，弗拉特斯二世都以禮對待德米特里。 
前130年安條克七世擊敗僭號稱王的狄奧多特·特里豐，統一了塞琉古帝國，他決定把目標指向安息，準備收回帝國的失土並解救他的兄長德米特里。安條克七世的攻勢相當成功，收復了巴比倫尼亞和米底亞。安息國王弗拉特斯二世備感壓力，決定釋放德米特里回國，希望這對兄弟會因此爆發內戰。然而，安條克在他兄長釋放不久後就在埃克巴坦那戰役慘遭大敗，他沒能再見到德米特里，兵敗逝世。弗拉特斯二世擊敗安條克七世後，他立即令人把德米特里追回，但德米特里已經逃到安全的地方了，就這樣德米特里回到敘利亞重返王位，克麗奧佩脫拉·特婭仍是他的王后，但他們之間感情不合。

## 第二次統治和兵敗

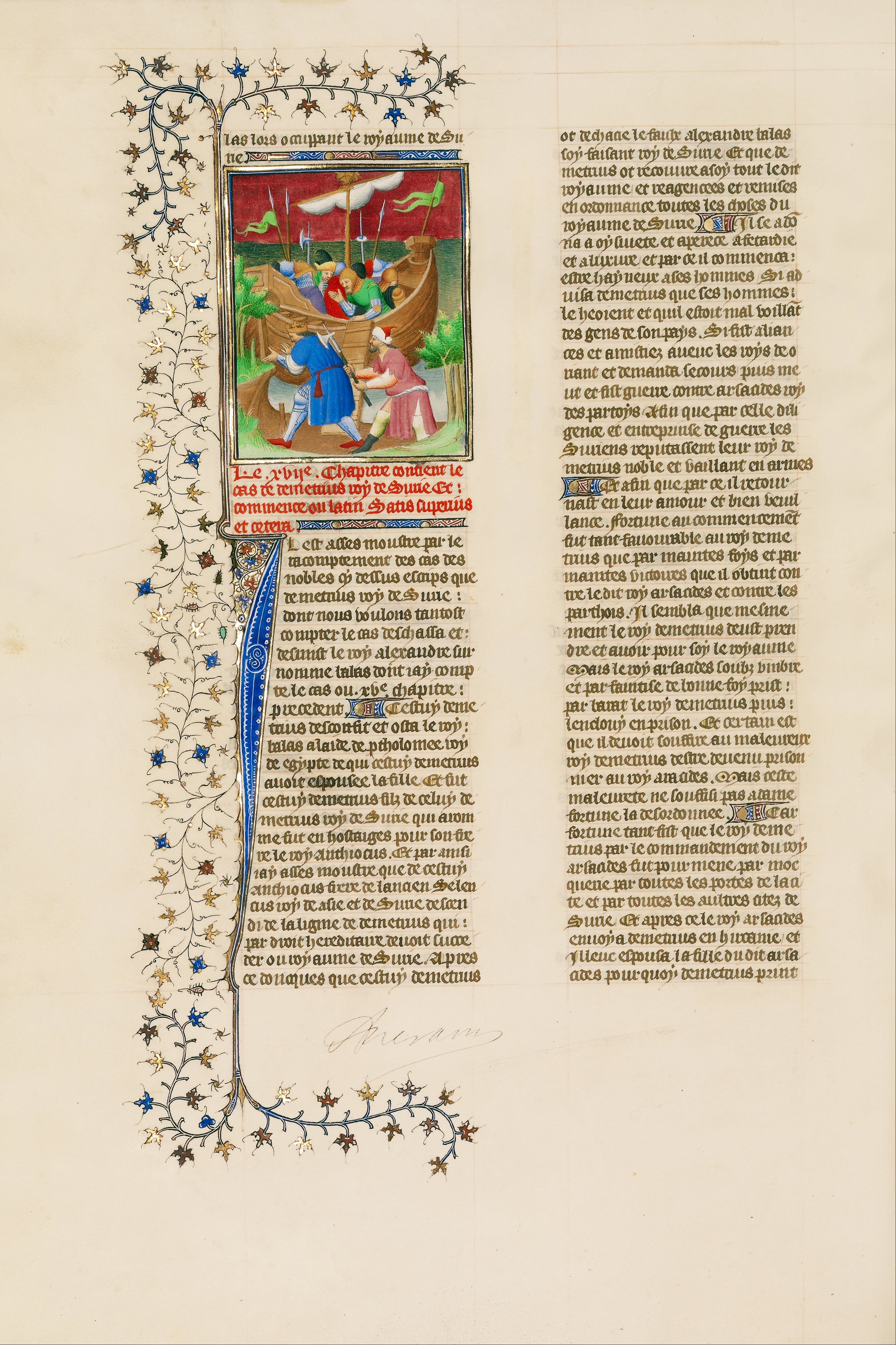
塞琉古帝國巴西琉斯德米特里二世試圖登陸泰爾城中被殺。

在安條克七世兵敗後，塞琉古帝國接連喪失巴比倫尼亞、美索不達米亞，領土僅限敘利亞和奇里乞亞，只得嘆息舊日的光榮。德米特里二世在敘利亞的統治並不安穩，不僅他的王后克麗奧佩脫拉·特婭厭惡他，他的臣民也還記著他以前的殘暴，且至今他的惡習未改，臣民們記得他曾被俘虜的失敗過去，也記著帝國衰弱的主要原因是他統治無能和他戰場失利，因此他們厭惡德米特里，甚至可能怨恨他讓那麼多希臘裔軍戶子弟在安息人手上送了性命，而他自己卻安全生還著.。對於德米特里二世來說他相當幸運，因為安息帝國並沒有繼續乘勝朝敘利亞地區繼續進攻，而是被迫回頭東方對付遊牧民族塞迦人大舉入侵。安息君主弗拉特斯二世之前俘虜大批塞琉古帝國的希臘士兵，打算用他們去對抗游牧大軍，但因他們在戰場上不願賣力而戰敗，弗拉特斯二世戰死。而之後的安息君主阿爾達班一世不僅統治時間短暫，且他在東方忙於應付威脅以及游牧民族入侵，而無力往西方進軍，這給殘存的塞琉古王朝一絲喘息的時間。

### 遠征埃及失利
在一段時間前，托勒密埃及女王克麗奧佩脫拉二世與其弟兼國王的托勒密八世之間的衝突擴大，克麗奧佩脫拉二世得到埃及首都亞歷山卓希臘裔官僚和公民支持，而托勒密八世則是有鄉村的本土埃及人擁護，雙方最終爆發埃及內戰。隨著克麗奧佩脫拉二世逐漸陷入劣勢，在前129年克麗奧佩脫拉二世遣使向德米特里二世求援，並承諾讓德米特里登上埃及王位為回報。大約在前128年，德米特里二世可能從旅行者或間諜口中得知托勒密八世政權相當虛弱，他不顧臣民的反對，決定答應克麗奧佩脫拉二世的請求，準備發起對埃及軍事遠征，來解救克麗奧佩脫拉二世。古代史官大多認為當時塞琉古帝國內憂外患都尚未解決，他們批評德米特里二世此時的決定相當愚蠢。然而現代歷史學者約翰·固安捷（John Grainger）則是認為德米特里二世的行動情有可原，從最近過去的歷史來看，施小股力量就有可能激發連鎖的倒戈浪潮。假如托勒密八世真的如報告中不得民心的話，這成功率就不少了，德米特里可能認為這值得他上賭桌下重注。學者約翰·固安捷進一步推測，當時地緣政治也迫使當時東方兩個希臘化國家尋求合併，因為隨著羅馬人在十幾年前征服了希臘和摧毀了安提柯馬其頓之後，這是唯一的方法可以抗衡羅馬人逐漸強加的干涉壓力。然而德米特里的賭局事與願違，當他率領軍隊進軍至埃及門戶重鎮貝魯西亞之前紮營時，該地的埃及駐軍仍效忠托勒密八世，他們沒打算倒戈。乾襙的沙漠環境中，德米特里的軍隊隨後發動暴動，他被迫撤退。另一方面，托勒密八世針對塞琉古王朝的干涉發起反擊，他找來一個年輕人亞歷山大二世，宣稱他是亞歷山大一世的私生子，托勒密扶持他成為塞琉古王朝王位僭取者，趁著德米特里大敗和不得民心的局勢，再度引發塞琉古內戰 。

### 內戰戰敗身亡
之後德米特里二世的統治，逐漸在內戰中被亞歷山大二世擊敗而暗淡，他不僅失去首都安條克城的控制，僅剩一部份柯里敘利亞和奇里乞亞效忠於他。前126年，德米特里二世在大馬士革附近被亞歷山大二世擊敗，他想逃往王后克麗奧佩脫拉·特婭控制的居城托勒邁斯避難，但克麗奧佩脫拉·特婭關上城門不給他入城，並拒絕他向神廟尋求庇護。德米特里只好逃往他處，他逃往泰爾時被捕，最後在附近的一艘船上被殺。古羅馬歷史學家阿庇安認為德米特里二世在泰爾之死與克麗奧佩脫拉·特婭策劃有關。現代歷史學者Rogers認為克麗奧佩脫拉可能用允許自治獨立的條件來誘使泰爾城拒絕德米特里的庇護，但另一派學者如約翰·固安捷則認為責任不應在她，克麗奧佩脫拉若想殺了德米特里其實可以在托勒邁斯時動手即可，故泰爾人的決策是獨立的。
在安息王國的力量步步強大之時，德米特里二世卻沒有能力去及早處理威脅，他無道的統治行為更使局勢雪上加霜。德米特里死後由王后克麗奧佩脫拉·特婭為攝政女王，待他的孩子塞琉古五世成人之時加冕為國王，但王國首都安條克城和敘利亞大半仍在亞歷山大二世手裡，克麗奧佩脫拉·特婭僅能控制腓尼基地區。

## 腳註
1. ↑  Ogden, Daniel. . London: Gerald Duckworth & Co. Ltd. 1999: 150. ISBN 07156-29301.
2. ↑  . Livius.org.   [2023-11-07]. （原始内容存档于2019-08-25）.
3. ↑  Grainger 2010, p, 351–355
4. ↑  E. R. Bevan 
The House of Ptolemy Chap 9 （页面存档备份，存于）
5. ↑  I Maccabees 11; Josephus Antiquities of the Jews 13.106-107, 115
6. ↑  . penelope.uchicago.edu.
7. ↑  Chrubasik 2016，第133–134頁.
8. ↑  Strabo 16.2.8.
9. ↑  I Maccabees 11.1-11.19
10. ↑  Josephus, Antiquites of the Jews 13.120; 巴比倫天文日誌 III.144 obv. 35
11. ↑  Chrubasik 2016，第134–5頁
12. ↑  I Maccabees 11.38; Josephus AJ 13.129.
13. ↑  Chrubasik 2016，p. 135 n. 45.
14. ↑  Diodorus Bibliotheca 33.4.2–3; I Maccabees 11.45–50; Josephus AJ 13.137–41
15. 1 2  Chrubasik 2016，第135–136頁.
16. ↑  Diodoros Bibliotheca 33.4.2; 1 Maccabees 11.39–40
17. ↑  Diodoros Bibliotheca 33.4a; 1 Maccabees 11.55-56; Josephus AJ 13.144
18. ↑  Houghton, Arthur. . Schweizerische Numismatische Rundschau. 1992, 71: 119–141.
19. ↑  Chrubasik 2016，第136–7頁
20. ↑  Livy Periochae 52
21. ↑  李維 Periochae 52
22. ↑  約瑟夫斯 AJ 13.145
23. ↑  I Maccabees 13.35-49
24. ↑  Chrubasik 2016，第139–140頁
25. ↑  Chrubasik 2016，第137 n. 50 & 51頁
26. ↑  Foundation, Encyclopaedia Iranica. . iranicaonline.org.   [2023-06-23]. （原始内容存档于2010-04-10） （美国英语）.
27. ↑  Astronomical Diaries III 137 A rev. 8–11
28. ↑  馬加比一書 14.1-3
29. ↑  約瑟夫斯 AJ 13.186;
30. ↑  波菲利 《希腊历史学家残篇集成》（FGrH） 260 F32.16; van der Spek, Robertus. . Archiv für Orientforschung. August 1997, 44/45: 172  [2022-04-24]. （原始内容存档于2022-04-24）.; Chrubasik 2016，第140頁
31. ↑  約瑟夫斯 AJ 13.222
32. ↑  馬加比一書 15.5-9;
33. ↑  Chrubasik 2016，第141頁
34. ↑  Shayegan 2011，第141頁.
35. ↑  瑪加伯上. 15.10
36. 1 2  阿庇安，Syr. 11.68
37. ↑  阿特納奧斯，The Deipnosophists. 10.53
38. ↑  John of Antioch FHG IV 561.
39. 1 2 3   此句或之前多句包含来自公有领域出版物的文本: Chisholm, Hugh (编). .  7 (第11版). London: Cambridge University Press: 983. 1911.
40. ↑  Grainger 2010, p, 370–375
41. ↑  Grainger 2010, p, 375–380
42. ↑  . penelope.uchicago.edu.
43. 1 2  Dodd, Rebecca，2009，第43頁
44. ↑  John D. Grainger，2016，第129頁
45. ↑  John D. Grainger，2016，第130頁

## 來源
- 瑪加伯上
- E. R. Bevan The House of Ptolemy
- 本条目包含来自公有领域出版物的文本: Chisholm, Hugh (编).  (第11版). London: Cambridge University Press. 1911.

| 德米特里二世 (塞琉古帝國) 塞琉古王朝出生于：?逝世於：前125年 | 德米特里二世 (塞琉古帝國) 塞琉古王朝出生于：?逝世於：前125年                                                    | 德米特里二世 (塞琉古帝國) 塞琉古王朝出生于：?逝世於：前125年 |
| ------------------------------------------------------------ | --- | ------------------------------------------------------------ |
| 前任者： 亞歷山大·巴拉斯                                     | 塞琉古國王 前146年–前138年 與安條克六世內戰同時在任 （前145年–前142年） 狄奧多特·特里豐內戰 （前142年–前138年） | 繼任者： 安條克七世                                          |
| 前任者： 安條克七世                                          | 塞琉古國王 前129年–前126年 與亞歷山大二世內戰同時在任 （前129年–前123年）                                       | 繼任者： 塞琉古五世、克麗奧佩脫拉·特婭                       |